# یواس‌اس مازاما (ای‌ئی-۹)
یواس‌اس مازاما (ای‌ئی-۹) (به انگلیسی: USS Mazama (AE-9)) یک کشتی بود که طول آن 459 ft (140 m) بود. این کشتی در سال ۱۹۴۳ ساخته شد.